# Askalaphos (Unterweltsdämon)

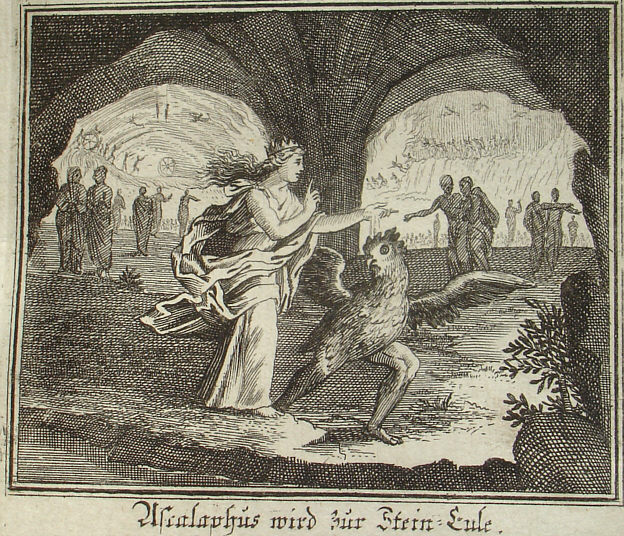
Persephone verwandelt Askalaphos in einen Uhu (Johann Ulrich Krauß, 1690)

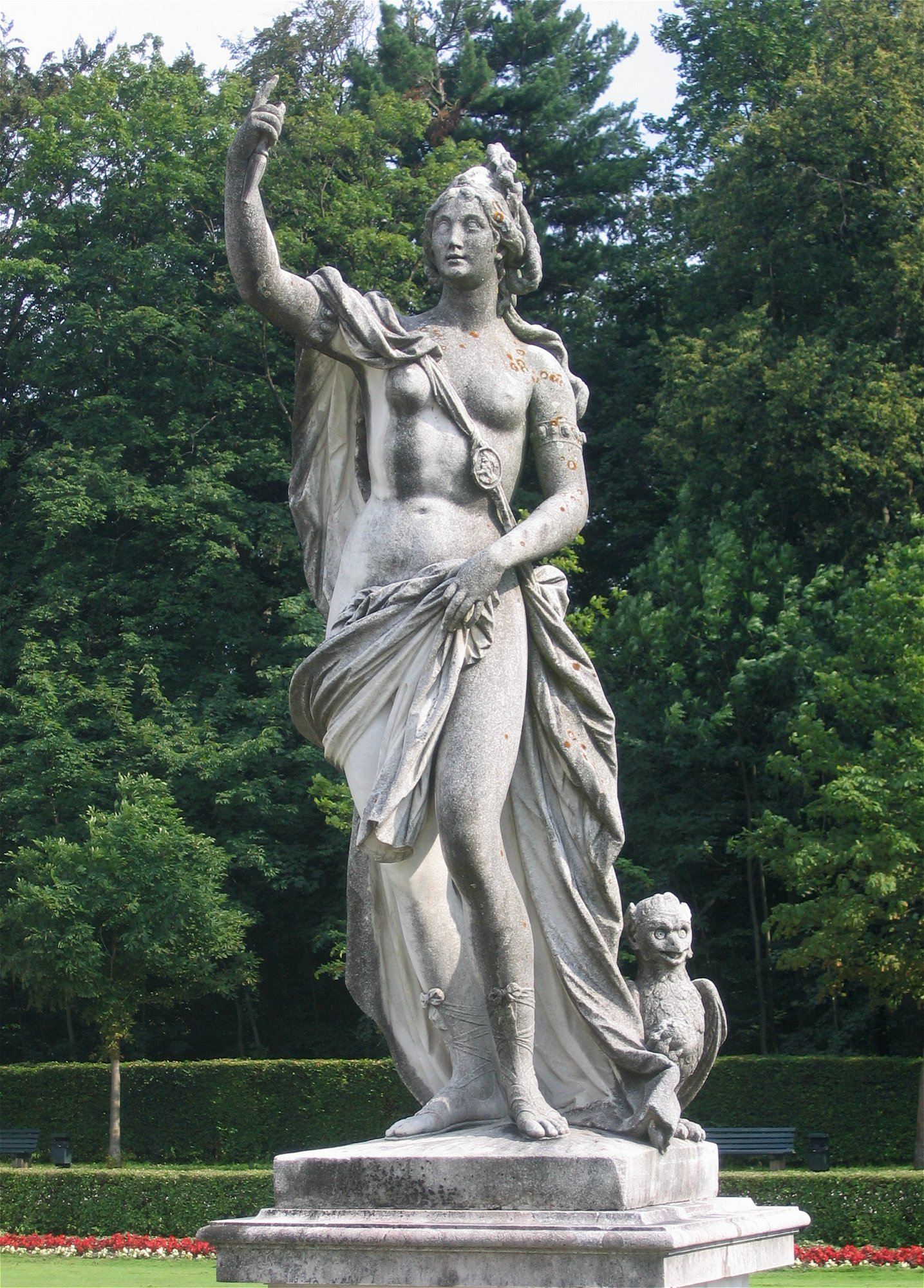
Proserpina mit Ascalaphus im Schlosspark von Nymphenburg (Dominik Auliczek, 1778)

Askalaphos (altgriechisch Ἀσκάλαφος Askálaphos, lateinisch Ascalaphus) ist ein Unterweltsdämon aus der griechischen Mythologie.

## Mythos
Askalaphos ist der Sohn des Acheron, eines Flussgottes der Unterwelt. Seine Mutter wird allerdings in der Literatur unterschiedlich angegeben: Während in den Metamorphosen des Ovid von der Flussnymphe Orphne die Rede ist, gibt die Bibliotheke des Apollodor die Gorgyra als Mutter an.
Er beobachtete einst die in den Gärten des Hades lustwandelnde Persephone und sah als einziger, wie sie von den Kernen eines Granatapfels aß, womit sie sich ihre einzige Chance auf Rückkehr aus dem Hades an die Oberwelt verspielte, da dies aufgrund eines Spruchs der Moiren (Schicksalsgöttinnen) nur möglich war, wenn man in der Unterwelt keine Speise zu sich genommen hatte. Er verriet sie bei Hades, der Persephone als Frau in der Unterwelt behalten wollte. Als Strafe wälzte ihre Mutter Demeter einen großen Stein auf Askalaphos, der jedoch später von Herakles beiseite gerollt wurde, woraufhin Askalaphos in einen Uhu verwandelt wurde.
Diese Form des Mythos scheint in Beziehung zur Sage von Askalabos zu stehen, der die durstige Demeter verspottet hatte und von ihr in eine sich unter Steinen verbergende Eidechse verwandelt wurde.
Bei Ovid wird die Strafe ein wenig anders dargestellt: Nachdem er Persephone verraten hatte, verwandelte diese Askalaphos in einen Uhu (daher auch die taxonomische Bezeichnung Bubo bubo ascalaphus für den Wüstenuhu in der modernen Zoologie), indem sie ihn mit dem „Wasser“ des Phlegethons besprengte.
Siehe auch: Raub der Persephone